# Amina Annabi
Amina Annabi (in arabo أمينة العنابي‎?; Cartagine, 5 marzo 1962) è una cantante e attrice tunisina naturalizzata francese, nota soprattutto per il secondo posto all'Eurovision Song Contest 1991, dove totalizzò lo stesso numero di punti della vincitrice Carola Häggkvist.

## Biografia
Nata a Cartagine, in Tunisia, nel 1962, in una famiglia di musicisti, da madre tunisina e padre francese, si trasferisce in Francia nel 1975. Nel 1982 incontra il produttore Martin Meissonnier che stava producendo diversi artisti africani e di origini africane in Francia. Con lui, che diventerà poi suo marito, inizia la sua carriera musicale. Nel 1983 vince un concorso musicale con la canzone rap Shehérazade. Nel 1986 registra Shango, un duetto con uno dei padri fondatori dell'hip-hop, Afrika Bambaataa. Collabora poi con il musicista giapponese Yasuaki Shimizu, grazie al quale raggiunge una discreta notorietà in Giappone nel quale organizza un tour nel 1987. Nel 1989 inizia una carriera anche come attrice, interpretando un ruolo nel film Maman e nel film Il tè nel deserto di Bernardo Bertolucci. Nel 1990 pubblica il suo primo album Yalil, che viene pubblicato in 22 Paesi, raggiungendo anche la posizione n. 5 nella classifica Billboard World Music negli Stati Uniti.
Nel 1991 partecipa all'Eurovision Song Contest di Roma con la canzone C'est le dernier qui a parlé qui a raison totalizzando 146 punti, risultato eguagliato solo dalla svedese Carola Häggkvist che vinse grazie alle regole dell'epoca, che a parità di punti privilegiavano chi aveva ricevuto più volte il punteggio massimo (12 punti), e in caso di ulteriore parità chi aveva ricevuto più volte il punteggio più alto tra i rimanenti (ossia 10 punti, se permaneva la parità 8 punti e così via). Carola si impose avendo ricevuto 5 volte 10 punti contro le 2 di Amina (entrambe avevano ricevuto 4 volte 12 punti).
Nel 1992 la Annabi pubblica il secondo album Wa di yé, seguito da una tournée internazionale. Nel 1994 collabora con Malcolm McLaren al suo album Paris e nel 1999 pubblica il terzo album Annabi.
Il 14 ottobre 2008 ha cantato l'inno nazionale tunisino allo Stade de France in occasione di un'amichevole tra la Francia e la Tunisia.

## Discografia

### Album
- 1990 - Yalil
- 1992 - Wa di yé
- 1999 - Annabi
- 2001 - Nomad

### EP
- 2015 - Unveil

### Raccolte
- 2011 - Impiria Consequential

### Singoli
- 3ada El Ghazal
- Allah Ya Moulena
- Atame
- Belly Dancer
- Le dernier qui a parlé
- Dis moi pourquoi
- Ederlezi
- Ezzayakoum
- Habibi 2
- La mauvaise graine
- Lirrili
- Mektoubi
- My Man
- Waadileh
- Ya baba
- Zahra

## Filmografia
- Maman (1990)
- Il tè nel deserto (1990)
- La belle histoire (1992)
- La Nuit sacrée (1993)
- The Hour of the Pig (1993)
- Dead Man Walking (1995)
- Cleopatra (1999)
- La Mécanique des femmes (2000)
- Philosophale (2001)
- Inch'Allah Dimanche (2001)
- La terrazza proibita (2002)
- Marinai perduti (Le Marins perdus), regia di Claire Devers (2003)
- Il était une fois dans l'oued (2005)
- L'uomo medio + medio (2006)
- Cairo Time (2009)